# Пайлос, Эдгардо
Эдгардо Пайлос Рунья (исп. Edgardo Pailos Rugna; род. 15 августа 1967) — аргентинский хоккеист на траве, полевой игрок. Участник летних Олимпийских игр 1988, 1992 и 1996 годов, двукратный чемпион Панамериканских игр 1991 и 1995 годов, серебряный призёр Панамериканских игр 1987 года.

## Биография
Эдгардо Пайлос родился 15 августа 1967 года.
В 1987 году в составе сборной Аргентины по хоккею на траве завоевал серебряную медаль Панамериканских игр в Индианаполисе. Впоследствии дважды выигрывал золотые медали: в 1991 году в Гаване и в 1995 году в Мар-дель-Плате.
В 1988 году вошёл в состав сборной Аргентины по хоккею на траве на летних Олимпийских играх в Сеуле, занявшей 8-е место. Играл в поле, провёл 7 матчей, забил 1 гол в ворота сборной Кении.
В 1990 году участвовал в чемпионате мира в Лахоре, где аргентинцы заняли 9-е место. Мячей не забивал.
В 1992 году вошёл в состав сборной Аргентины по хоккею на траве на летних Олимпийских играх в Барселоне, занявшей 11-е место. Играл в поле, провёл 7 матчей, мячей не забивал.
В 1996 году вошёл в состав сборной Аргентины по хоккею на траве на летних Олимпийских играх в Атланте, занявшей 9-е место. Играл в поле, провёл 7 матчей, мячей не забивал.